# Yushi Soda
Yushi Soda (曽田 雄志, Soda Yushi) est un footballeur japonais né le 5 juillet 1978.

## Biographie
Ce défenseur passe toute sa carrière professionnelle avec le club du Consadole Sapporo.
Avec cette équipe, il dispute 35 matchs en J-League 1 et 197 matchs en J-League 2.